# St. Michael (Riegling)

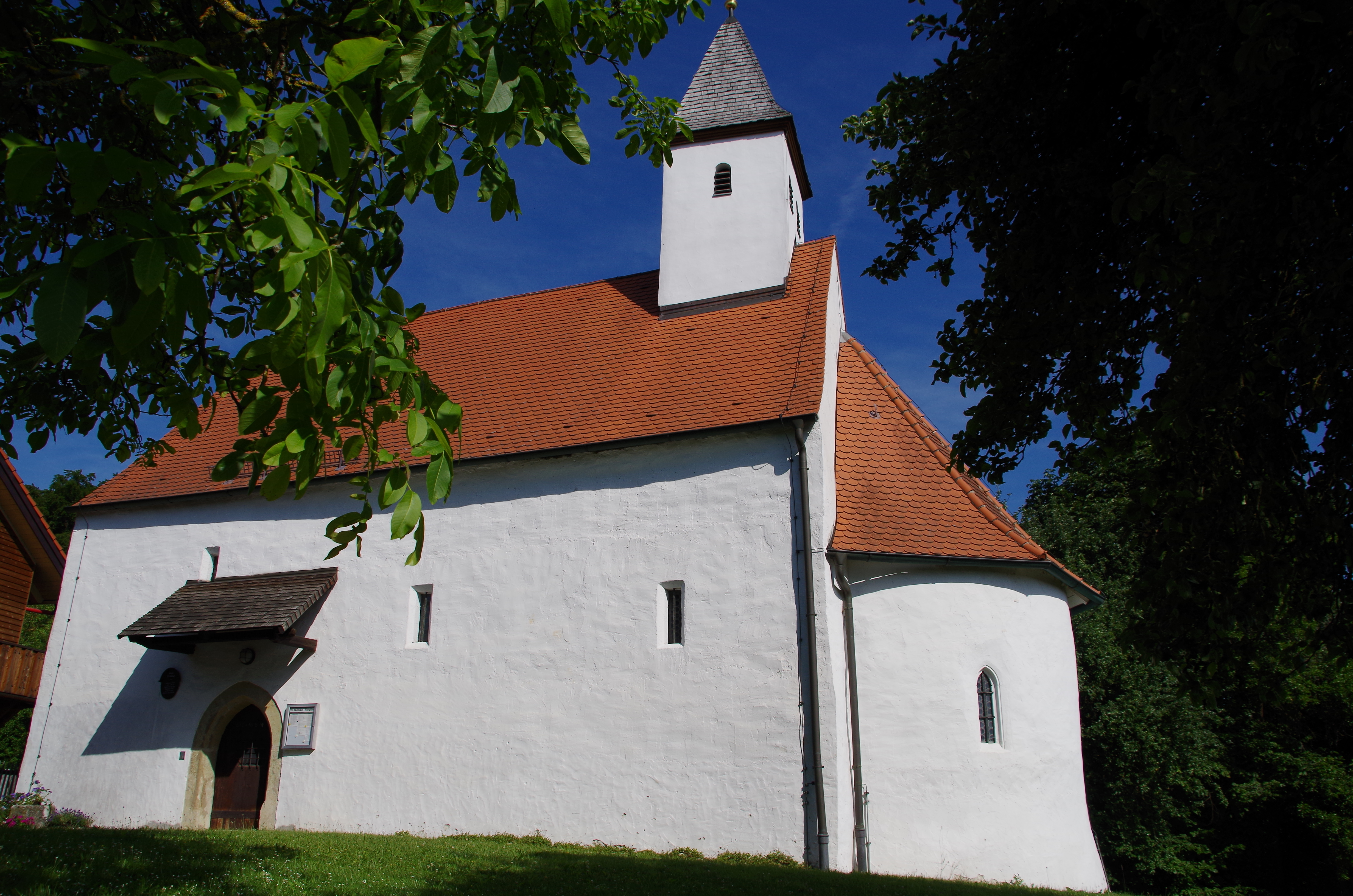
St. Michael (Riegling)

Die römisch-katholische, denkmalgeschützte Filialkirche St. Michael steht in Riegling, einem Gemeindeteil der Gemeinde Sinzing im Landkreis Regensburg in der Oberpfalz. Sie ist dem Bistum Regensburg zugeordnet. Das Bauwerk ist unter der Denkmalnummer D-3-75-199-35 als Baudenkmal in die Bayerische Denkmalliste eingetragen.

## Beschreibung
Die spätromanische Saalkirche wurde im 13. Jahrhundert erbaut. Sie besteht aus einem Langhaus und einer eingezogenen, halbrund geschlossenen Apsis im Osten. Aus dem Satteldach des Langhauses erhebt sich im Osten ein quadratischer Dachreiter, der den Glockenstuhl beherbergt und der mit einem Pyramidendach bedeckt ist, das mit Schindeln verkleidet ist.
Der Innenraum des Langhauses ist mit einer Holzbalkendecke überspannt. Zur Kirchenausstattung gehört ein spätbarocker Hochaltar, auf dessen Altarretabel der Erzengel Michael dargestellt ist. Das Original des Kruzifixes im Chorbogen befindet sich im Museum von St. Ulrich in Regensburg.